# Havoc Unit
Havoc Unit,  cunoscută anterior ca ...And Oceans a fost o formație de black metal/industrial metal din Finlanda fondată în anul 1989 sub numele de Festerday. A fost formată în 1989 sub numele Festerday ca formație de death metal, dar în curând și-a schimbat stilul în black metal simfonic.